# Silvio Antoniano
Silvio Antoniano (ur. 31 grudnia 1540 w Rzymie, zm. 16 sierpnia 1603 tamże) – włoski kardynał.

## Życiorys
Urodził się 31 grudnia 1540 roku w Rzymie, jako syn Mattea Antoniano i Pace Colelli. Studiował na Uniwersytecie w Ferrarze, gdzie uzyskał doktorat utroque iure. Po studiach został wykładowcą literatury klasycznej na macierzystej uczelni, a następnie na La Sapienzy. 17 czerwca 1568 roku przyjął święcenia kapłańskie. Odmówił objęcia diecezji Pawii, Narni i Kapui. W 1593 roku został sekretarzem ds. Brewe do Władców i Listów Łacińskich i prefektem Domu Papieskiego. 3 marca 1599 roku został kreowany kardynałem prezbiterem i otrzymał kościół tytularny San Salvatore in Lauro. Zmarł 16 sierpnia 1603 roku w Rzymie.